# George Wells (scénariste)
Pour les articles homonymes, voir George Wells et Wells.
George Wells (né le 8 novembre 1909 à New York et mort le 27 novembre 2000  à Newport Beach, en Californie) est un scénariste américain.

## Biographie
George Wells a écrit les scénarios de nombreux films et comédies musicales de la Metro-Goldwyn-Mayer entre 1943 et 1970.
Il a remporté l'Oscar du meilleur scénario original en 1958 pour La Femme modèle (Designing Woman) de Vincente Minnelli.
Il a aussi été nommé à plusieurs reprises pour la Writers Guild of America Awards.

## Filmographie partielle
- 1946 : La Pluie qui chante (adaptation)
- 1947 : Marchands d'illusions (adaptation)
- 1947 : L'As du cinéma (Merton of the Movies) de Robert Alton
- 1949 : Match d'amour (coscénariste avec Harry Tugend)
- 1950 : La Jolie Fermière (coscénariste avec  Sy Gomberg)
- 1950 : Trois Petits Mots' (Three Little Words) (scénariste)
- 1951 : Carnaval au Texas (coscénariste avec  Dorothy Kingsley)
- 1951 : It's a Big Country (coscénariste)
- 1953 : Traversons la Manche (producteur)
- 1957 : La Femme modèle (Designing Woman) (scénariste)
- 1957 : Prenez garde à la flotte (Don't Go Near the Water) de Charles Walters (scénariste)
- 1959 : Un mort récalcitrant
- 1961 : Branle-bas au casino (The Honeymoon Machine) (scénariste)
- 1966 : Les Plaisirs de Pénélope (scénariste)
- 1994 : Une équipe aux anges (Les anges frappent et courent)  (scénariste)